# DTS-ES Discrete 6.1
Das Tonformat DTS-ES Discrete 6.1 wurde von Digital Theater Systems (DTS) entwickelt und basiert auf dem DTS-ES Surroundformat, dessen Klangbild durch das Hinzufügen eines zusätzlichen Surround-Back-Kanals („SB“) zum konventionellen 5.1-System erreicht wird. Der Codec findet Anwendung auf der DTS-CD sowie auf DVD-Video. Im Mastering können alle sieben Kanäle unabhängig voneinander belegt und gestaltet werden. Die Codierung erfolgt mit der DTS Surround Audio Suite oder der DTS-HD Master Audio Suite in 44,1 kHz Abtastrate und zum Schutz etwaiger Stereosysteme mit 12 dB reduzierter Dynamik (14 bit Amplitudenauflösung pro Sample, 1,234 kbit/s Datenrate) im wav-Format.